# Dzsibuti a 2000. évi nyári olimpiai játékokon
Dzsibuti az ausztráliai Sydneyben megrendezett 2000. évi nyári olimpiai játékok egyik részt vevő nemzete volt. Az országot az olimpián 1 sportágban 2 sportoló képviselte, akik érmet nem szereztek.

## Atlétika
Férfi
| Omar Daher Gadid | Maraton | nem ért célba | nem ért célba | nem ért célba | nem ért célba | nem ért célba |

Női
| Versenyző     | Versenyszám | Előfutam | Előfutam | Előfutam | Elődöntő | Elődöntő | Elődöntő | Döntő   | Döntő    |
| Versenyző     | Versenyszám | Idő      | Hely.    | Össz.    | Idő      | Hely.    | Össz.    | Idő     | Helyezés |
| ------------- | ----------- | -------- | -------- | -------- | -------- | -------- | -------- | ------- | -------- |
| Roda Ali Wais | 800 m       | 2:31,71  | 8.       | 37.      | kiesett  | kiesett  | kiesett  | kiesett | kiesett  |